# 格雷格·巴顿
格雷格·巴顿（英語：Greg Barton，1959年12月2日—），美国男子皮划艇运动员。他曾代表美国参加1984年、1988年和1992年夏季奥林匹克运动会皮划艇比赛，获得二枚金牌和二枚铜牌。